# Praktyczna encyklopedia gospodarstwa wiejskiego
Praktyczna encyklopedia gospodarstwa wiejskiego także Encyklopedia gospodarstwa wiejskiego – wielotomowa, polska encyklopedia o tematyce rolniczej wydana w Warszawie w latach 1921-1939.

## Historia
Encyklopedia była inicjatywą członków Towarzystwa Oświaty Rolniczej i wychodziła nakładem Księgarni Rolniczej w okresie międzywojennym. Redagowana była przez komitet redakcyjny; złożony z wybitnych specjalistów w swoich dziedzinach, naukowców oraz wykładowców, w składzie :
- Stefan Biedrzycki (1876-1936) - agronom, inżynier mechanik, profesor,
- Zygmunt Chmielewski (1873-1939) - inżynier chemik, działacz spółdzielczy, dyrektor Departamentu Rolnictwa i Dóbr Koronnych (1917), kierownik resortu rolnictwa i dóbr państwowych w 1919,
- Tadeusz Chrząszcz - polski technolog rolny, specjalista w dziedzinie gorzelnictwa,
- Lucjan Dobrzański (1872-1934),
- Ludwik Garbowski (1872-1954) - botanik i fitopatolog, wykładowca Szkoły Głównej Gospodarstwa Wiejskiego w Warszawie,
- Jan Gordziałkowski (1862-1944) - lekarz weterynarii i mikrobiolog, kierownik Studium Weterynarii na Wydziale Lekarskim Uniwersytetu Warszawskiego,
- Janusz Królikowski,
- Otton Lille,
- Sławomir Miklaszewski (1874-1949) – naukowiec, gleboznawca, profesor Politechniki Warszawskiej, twórca „polskiej szkoły gleboznawstwa“,
- Józef Mokrzyński (1879-1932),
- Edward Nehring (1892-1951) – inżynier leśny, ogrodnik,
- Stefan Pawlik (1864-1926) - agronom, doktor filozofii, profesor administracji rolnej i rektor Politechniki Lwowskiej,
- Roman Prawocheński (1877-1965) – zootechnik, profesor Uniwersytetu Jagiellońskiego,
- Jan Rostafiński (1882-1966) – zootechnik i agronom, specjalista w zakresie anatomii, fizjologii i hodowli zwierząt, wieloletni profesor i dziekan Wydziału Rolnego SGGW w Warszawie,
- Kazimierz Szulc (1866-1938) - fizyk-meteorolog, wykładowca w Akademii Rolniczej w Dublanach, dyrektor Państwowego Instytutu Meteorologii,
- Adam Szwarc (1878-1934),
- Kazimierz Esden-Tempski,
- Maurycy Trybulski (1883-1944),
- Stanisław Turczynowicz (1875-1957) – hydrotechnik, profesor melioracji, dziekan Wydziału Rolniczego i Wydziału Melioracji Wodnych SGGW,
- Albin Zacharski.

## Opis
Encyklopedia miała układ tematyczny i wychodziła w tomach, które można było zakupić jako osobne woluminy. Publikowana była w dwóch edycjach. Wydano następujące tomy:
- nr 1, Ciągówka: wybór i zastosowanie w gospodarstwie wiejskiem, Stefan Biedrzycki, 62 strony, 24 ryciny, fotografie, przedmowa, Warszawa 1921[1] ,
- nr 2-3, Owce: pochodzenie i rasy, Jan Rostafiński, 94 strony, Warszawa 1921[2] ,
- nr 4, Rozpoznawanie chorób zwierząt domowych, Lucjan Dobrzański, 55 stron, ilustracje, fotografie, Warszawa 1921,
- nr 5, Choroby roślin: powstawanie, objawy, zwalczanie, Ludwik Garbowski, 64 strony, ilustracje, Warszawa 1921,
- nr 6, Uprawa odłogów, Stefan Biedrzycki, ilustracje, Warszawa 1921,
- nr 7-9, Klimat i czynniki pogody : charakterystyka, przewidywanie i znaczenie dla rolnictwa, Kazimierz Szulc, 134 stron, ilustracje, tablice, mapa, Warszawa 1921,
- nr 10, Technika jajczarska, Albin Zacharski, 42 strony, Warszawa 1921,
- nr 11-12, Rozpoznawanie gleb w polu na ziemiach polskich: (do celów teoretycznych, rolniczych, melioracyjnych i szacunkowych), Sławomir Miklaszewski, 120 stron, ilustracje, Warszawa 1921,
- nr 13, Nawodnienie łąk, pól i ogrodów : (z dodatkiem wzorów umów dotyczacych prac meljoracyjnych), Stanisław Turczynowicz, 79 stron, ilustracje, Warszawa 1922,
- nr 14-16, Zarys techniki mleczarskiej, Zygmunt Chmielewski, 164 strony, ilustracje, Warszawa 1922[3] ,
- nr 17-18, Techniczne własności drewna, Adam Szwarc, 91 stron, ilustracje, Warszawa 1922,
- nr 19, Cięcie lasu i wyróbka drewna, Adam Szwarc, 71 stron, ilustracje, Warszawa 1922,
- nr 20, Izby rolnicze, Kazimierz Esden-Tempski, 74 strony, Warszawa 1922[4] ,
- nr 21, Sortowanie drewna dla celów rolnych, przemysłowych i handlowych, Adam Szwarc, 78 stron, ilustracje, Warszawa 1922,
- nr 22-24, Pochodzenie, pokrój i rasy koni, Roman Prawocheński, 224 strony, 59 rycin, Warszawa 1922[5] ,
- nr 25-26, Transport drewna, Adam Szwarc, 104 strony, ilustracje, Warszawa 1922,
- nr 27-30, Powstawanie i kształtowanie się gleby, Sławomir Miklaszewski, 175 stron, ilustracje, Warszawa 1922,
- nr 31-32, Wina owocowe, Tadeusz Chrząszcz, 125 stron, ilustracje, Warszawa 1922[6] ,
- nr 33-34, Torf: (eksploatacja i zastosowanie w rolnictwie i przemyśle), Stanisław Turczynowicz, 110 stron, ilustracje, Warszawa 1922,
- nr 35-36, Roboty ziemne przy budowie dróg, robotach meljoracyjnych, wznoszeniu budowli i.t.d. oraz tablice do ich obliczania, Stanisław Turczynowicz, 78 stron, ilustracje, tablice, errata, Warszawa 1922[7] ,
- nr 37-38, Króliki: (rasy i hodowla), Maurycy Trybulski, 135 stron, ilustracje, Warszawa 1922[8] ,,
- nr 39-40, Dzierżawa i umowa dzierżawna: (z dołączeniem wzorów kontraktów), Stefan Pawlik, 180 stron, wzory dokumentów, Warszawa 1922,
- nr 43-45, Maszyny i narzędzia służące do uprawy roli: (maszynoznawstwa t. 2), Stefan Biedrzycki, ilustracje, Warszawa 1923[9] ,
- nr 46-47, Cebula, czosnek, pory oraz inne warzywa pokrewne, Edward Nehring, 96 stron, dwa wydania, Warszawa 1923, 1939[10] ,
- nr 48-50, Mechaniczna przeróbka i konserwowanie drewna, Adam Szwarc, 180 stron, ilustracje, Warszawa 1923,
- nr 51, Kozy: pokrój, rasy, hodowla, użytkowanie, Maurycy Trybulski, dwa wydania: Warszawa 1923, 1939[11] ,
- nr 52-55, Maszyny i narzędzia do sprzętu ziemiopłodów : (maszynoznawstwa tom 5), Stefan Biedrzycki, 229 stron, ilustracje, Warszawa 1923[9] ,
- nr 56, Kapusta, kalafiory oraz inne warzywa kapustne, Edward Nehring, 88 stron, ilustracje, Warszawa 1923,
- nr 57-60, Hodowla, wychów i użytkowanie koni, Roman Prawocheński, 256 stron, ilustracje, Warszawa 1924[12] ,
- nr 61, Istota chorób zakaźnych zwierząt domowych i ich zwalczanie : ze szczególnym uwzględnieniem szczepień ochronnych, Jan Gordziałkowski, 86 stron, ilustracje, Warszawa 1924[13] ,
- nr 62-63, Przechowywanie ziarna w spichrzach i jego ocena dla celów handlowych i młynarskich, Józef Mokrzyński, 146 stron, 30 rysunków, Warszawa 1924,
- nr 64, Poboczne użytki leśne : kora, żywica, pasza i ściółka leśna, Adam Szwarc, 88 stron, ilustracje, Warszawa 1923,
- nr 69-70, Materiały budowlane i ich łączenie. Tom II Budownictwa wiejskiego, Stanisław Turczynowicz, 150 stron, 105 ilustracji w tekście, Warszawa 1925[14] ,
- nr 71-72, Położnictwo weterynaryjne. Zarys, Otton Lille, 120 stron, ilustracje, Warszawa 1925[15] ,
- nr 90, Wosk pszczeli jego zafałszowania i przetwory, Janusz Królikowski, 56 stron ze skorowidzem i spisem treści, 20 rycin, Warszawa 1926[16] ,
- nr 105-107, Psy : rasy, hodowla, tresura i leczenie, Maurycy Trybulski, 264 strony, ilustracje, Warszawa 1928,
- nr 113-115, Dzikie zwierzęta futerkowe : gatunki, hodowla, użytkowanie, 214 stron, ilustracje, Maurycy Trybulski, Warszawa 1930[17] ,